# نویدورف
نویدورف (به آلمانی: Neudörfl) یک منطقهٔ مسکونی در اتریش است که در ناحیه ماترسبورگ واقع شده‌است. نویدورف ۴٬۲۶۲ نفر جمعیت دارد.

## خواهرخوانده
شهر Zollikofen خواهرخواندهٔ نویدورف هست.